# Gostinjac
Gostinjac, čokavski Gostinjoc, je naselje u općini Dobrinj, na otoku Krku, u Republici Hrvatskoj.

## Smještaj
Gostinjac se nalazi u unutrašnjosti otoka Krka, u jugoistočnom dijelu općine Dobrinj, na graničnom području prema susjednoj općini Vrbnik, odnosno mjestu Risika.

## Porijeklo naziva
Korijen naziva je gostiona, tj. gostinja. Toponomastičar i jezikoslovac Ive Jelenović smatra da je u davnini na putu iz Dobrinja za Vrbnik, na tom mjestu bilo odmaralište, "gostinja", oko kojeg se s vremenom razvilo selo. Taj put, kao uostalom i Dobrinj i Vrbnik, spominju se već 1100. godine u Darovnici slavnoga Dragoslava. 

## Stanovništvo
Prema popisu stanovništva iz 2001. godine, u Gostinjcu je živio 81 stanovnik. 
Prvi poznati podatak o broju stanovnika potječe iz 1780. godine kada su Gostinjac i susjedno selo Dolovo, koje je izumrlo, a nalazilo se u neposrednoj blizini Gostinjca, imali zajedno 128 stanovnika u 38 kuća. 
Postoje različiti podaci o stanovništvu. Prema crkvenoj statistici krčke biskupije, koja je brojila i privremeno odsutne, sam Gostinjac je 1898. godine imao 291 stanovnika, a 1935. godine 355. Međutim, prema službenim podacima 1890. godine, u Gostinjcu je živio 231 stanovnik, a 1931. godine 238 stanovnika, a što su bitno drukčiji podaci, naročito za razdoblje 30-etih godina. Prema istoj statistici, naselje je bilo najbrojnije 1921. godine kada je imao 274 žitelja. Do znatnog pada broja stanovnika zbog emigracija dolazi nakon Drugog svjetskog rata. Posljednjih dvadesetak godina bilježi se stagnacija broja stanovnika kao i kod ostalih mjesta na otoku koja nisu uz more, a za razliku od obalnih mjesta koja, poglavito zbog razvoja turizma, imaju znatan porast stanovništva. 
Gostinjac se dijeli u dva dijela: Gostinjoc ili Dolinje selo te Gorinje selo koje obuhvaća zapadni, viši dio naselja.
| broj stanovnika | 178   | 196   | 205   | 231   | 243   | 259   | 277   | 238   | 203   | 192   | 141   | 133   | 89    | 82    | 81    | 77    | 94    |
|                 | 1857. | 1869. | 1880. | 1890. | 1900. | 1910. | 1921. | 1931. | 1948. | 1953. | 1961. | 1971. | 1981. | 1991. | 2001. | 2011. | 2021. |

## Gospodarstvo
Većina mještana radi u susjednim većim naseljima. 
S obzirom na to da se ne nalazi na moru niti blizu mora, nema razvijenu turističku ponudu ni smještajne kapacitete.
Dopunski izvor zarade mnogim obiteljima je poljoprivreda, prvenstveno maslinarstvo. U obnovi starih i podizanju novih maslinika pomaže i općina Dobrinj subvencioniranjem kupnje sadnica maslina. U susjednom selu Polju nalazi se uljara za preradu maslina — toš.

## Znamenitosti
- Crkva Sv. Martina — sagrađena je 1905. godine. Međutim, nekad je postojala i starija istoimena crkva. Nepoznato je kada je ona bila podignuta, ali se već 1576. godine spominje bratovština koja brine o njoj pa se može zaključiti da je već dugo postojala i prije toga. Ista se spominje i 1780. godine dok je 1822. bila potpuno ruševna pa su ju mještani obnovili. Kada je kasnije ponovno napuštena, umjesto nje je podignuta nova crkva.

## Poznate ličnosti
- Vinko Fulgencije Fugošić bio je akademski slikar, povjesničar umjetnosti, restaurator i putopisac; osim u krčkoj biskupiji, istaknuo se i na obnovi vatikanskih umjetnina.
- Antun Kirinčić ( 1815 – 1893 ) — svećenik i prosvjetitelj, otvorio je u Dobrinju 1841. godine prvu privatnu pučku školu na području općine Dobrinj koja je ubrzo postala javna, a djeluje u kontinuitetu i danas.
- Nikola Ljudevit Španjol ( 1897 – 1970 ) — doktor, redovnik, filozof, prosvjetitelj, pronašao grob pjesnika Ivana Gundulića, jedan od inicijatora "Krčkog zbornika" i etnografske zbirke na Košljunu.

## Vanjske poveznice
- Službene stranica Općine Dobrinj  Arhivirana inačica izvorne stranice od 16. veljače 2010. (Wayback Machine)
- Službene stranice Turističke zajednice Općine Dobrinj  Arhivirana inačica izvorne stranice od 26. srpnja 2010. (Wayback Machine)
- sela Dobrinjštine